# 道の駅奥永源寺渓流の里
道の駅奥永源寺渓流の里（みちのえき おくえいげんじけいりゅうのさと）は、滋賀県東近江市蓼畑町にある国道421号の道の駅である。滋賀県と三重県の県境近隣に所在する。

## 歴史
施設は、東近江市の出張所「鈴鹿の里コミュニティセンター」として利用されてきた旧・永源寺町立政所中学校（2003年/平成15年、廃校)の校舎の空き教室をリノベーションしたもので、2015年（平成27年）10月10日に開業した。市の出張所と診療所は配置したままで道の駅が新たに設けられた。道の駅では、市域の特産品の物販コーナーや観光情報を提供する情報コーナーが設置されている。石榑トンネルの開通で急増している中部圏からの来訪者への物販・情報発信や憩いの場などの道の駅としての機能だけでなく、防災や医療など地域の生活の拠点として、行政機能やコミュニティ機能も兼ね備えている。
2021年3月、運営団体を一般社団法人化。
2021年（令和3年）4月16日、国土交通省は、平成29年度と令和元年度に行った社会実験を踏まえ「道の駅 奥永源寺渓流の里」を拠点に「レベル2」（部分自動運転）の自動運転車サービスの本格導入を同月23日から行うとの旨の発表をした。車両はヤマハ発動機株式会社の狭隘区間の走行に適したゴルフカート型のグリーンスローモビリティが用いられる。ちょこっとバス政所線の一部に自動運転用の誘導線を敷設し、政所線を補完するように運行スケジュールが設定されている。この自動運転グリーンスローモビリティサービスには奥永源寺「けい流カー」という名前が付けられた。

## 施設
コミュニティセンター・市役所出張所、展示コーナー（休憩スペース）、診療所、軽食コーナー、物販・特産品コーナー、情報コーナーなどがある。また、無料Wi-Fiスポットが整備されている。
東近江で生産または加工された商品のほか、「永源寺こんにゃく」や「政所茶」、タラの芽どの商品が並ぶ。木地師のふるさととして木工作家が創作した作品なども店頭に並んでいる。

### 施設詳細
- 駐車場
  - 普通車：36台 [11]
  - 大型車：5台 [11]
  - 身障者用：4台 [11]
- トイレ - 年中無休、24時間。[12]
  - 男：8器 [12]（大便器 3、小便器 5）
  - 女：7器 [12]
  - 多目的：1器（おむつ替えシートあり）[12]
- コミュニティセンター
- 市役所出張所
- 展示コーナー（休憩スペース）
- 診療所
- 軽食コーナー（営業時間は4-11月9:00-17:00、12-3月9:00-16:00、定休日：火曜日・年末年始）
- 物販・特産品コーナー（営業時間は4-11月9:00-17:00、12-3月9:00-16:00、定休日：火曜日・年末年始）
- 情報コーナー
- 多目的棟
- 無料Wi-Fi [12] (7:00 - 18:00)
- EV急速充電スタンド [12]
- 防災設備
  - 自動体外式除細動器 (AED) [12]
  - 非常用電源
  - 災害用トイレ
  - 備蓄倉庫
  - 貯水槽
  - かまどベンチ
  - 災害時臨時ヘリポート [12]

### 事業主体
- 東近江市 [1]

### 運営組織
- 一般社団法人 奥永源寺渓流の里 [1]

## 交通アクセス
- 国道421号 - 登録路線
  - 滋賀県道34号多賀永源寺線

公共交通機関
- JR西日本近江八幡駅乗換→近江鉄道八日市駅乗換→近江鉄道バス永源寺車庫行き「永源寺車庫」乗換→ちょこっとバス君ヶ畑行き「奥永源寺 渓流の里」下車すぐ。

## 周辺地域
- 永源寺
- 湖東三山
- 道の駅東近江市あいとうマーガレットステーション

## 関連文献
- パンフレット『道の駅奥永源寺渓流の里』奥永源寺渓流の里運営協議会。